# Mission Viejo
Mission Viejo ist eine Stadt im Orange County im US-Bundesstaat Kalifornien, Vereinigte Staaten, mit 93.653 Einwohnern (Stand: 2020).

## Geographie
Das Stadtgebiet hat eine Größe von 49,3 km². Der Ort liegt in Nachbarschaft von Ladera Ranch und San Juan Capistrano am Fuß des Santa-Ana-Gebirges.

## Sport
Während der Olympischen Sommerspiele 1984 in Los Angeles wurden in Mission Viejo auf dem Mission Viejo Circuit die Straßenrennen im Rahmen der Radsportwettbewerbe ausgetragen.
Die US-amerikanische Sprinterin und Olympiasiegerin Florence Griffith-Joyner (1959–1998) starb in Mission Viejo.

## Söhne und Töchter der Stadt
- Kristy Swanson (* 1969), Schauspielerin
- Savannah (Shannon Michelle Wilsey) (1970–1994), Pornodarstellerin
- Tim Jones (* 1971), Komponist
- Brian Lopes (* 1971), Mountainbike-Profi
- Kaitlin Sandeno (* 1983), Schwimmerin
- Amber Stachowski (* 1983), Wasserballspielerin
- Jordan Harvey (* 1984), Fußballspieler
- Kina Grannis (* 1985), Sängerin
- Phil Hughes (* 1986), Baseballspieler
- Allison Scurich (* 1986), Fußballspielerin
- Courtland Mead (* 1987), Schauspieler
- Chris Cortez (* 1988), Fußballspieler
- David Henrie (* 1989), Schauspieler
- Brynn Boren (* 1991), Tennisspielerin
- Griffin Canning (* 1996), Baseballspieler
- Diego Courbis (* 1996), chilenisch-spanischer Hürdenläufer
- Joy McArthur (* 1999), japanisch-US-amerikanische Hammerwerferin
- Abby Van Winkle (* 1999), US-amerikanische Beachvolleyballspielerin
- Aaron Shackell (* 2004), Schwimmer
- Alex Shackell (* 2006), Schwimmerin